# Nicolas Platon Argyriades
Nicolas-Platon Argyriades, dit Platon (né Nicolas Platon Constantin Argyriades à Marseille le 25 juillet 1888 et mort à Paris 18e le 14 novembre 1968) est un céramiste et faïencier français.

## Biographie
Nicolas-Platon Argyriades est le fils de Panagiotis Argyriades, avocat d'origine macédonienne, blanquiste, fondateur de L'Almanach de la question sociale. Sa sœur, Marianne Argyriadès, a épousé le maître-verrier Gabriel Argy-Rousseau. Il est diplômé de l'École de Sèvres en 1910. Correcteur d'imprimerie pendant trente ans, il eut un atelier à Montmartre et un autre à Belle-Île.

## Collections - Musées
- Maison de Belle-Île, faïence polychrome, poterie de Belle-Îsle en mer, 9,5 x 13,5 cm, Musée de la Citadelle Vauban
- Vase sur piédouche en verre bleu et émaillé à décor de voilier, h. 31 cm, Musée de la Citadelle Vauban